# Gairaigo
Gairaigo (jap. 外来語 gairai-go) – słowa w języku japońskim, pochodzenia obcego, innego niż chiński, głównie z angielskiego. 
Do kategorii gairaigo nie zalicza się zapożyczeń z klasycznego języka chińskiego (kango) oraz wyrazów utworzonych w Japonii z morfemów chińskich (wasei-kango). Zapożyczenia ze współczesnej chińszczyzny również traktowane są jak gairaigo.
Wyrazy te zapisuje się fonetycznym pismem sylabariusza katakana.
Przykłady:

- anime (アニメ) – ang. animation → film animowany
- arubaito (アルバイト) – niem. Arbeit → praca w niepełnym wymiarze godzin, praca poboczna
- beddo (ベッド) – ang. bed → łóżko w stylu zachodnim
- bīru (ビール) – nid. → piwo
- intānetto (インターネット) – ang. internet → internet
- karēraisu (カレーライス) – ang. curry-rice → ryż z curry
- kōhī (コーヒー) – nid. coffee → kawa
- kurēpu (クレープ) – fr. crêpe → naleśnik
- naifu (ナイフ) – ang. knife → nóż
- pan (パン) – por. pão → chleb
- pankēki (パンケーキ) – ang. pan-cake → naleśnik
- pasokon (パソコン) – ang. perso(nal) com(puter) → komputer osobisty (wersja skrócona)
- pāsonaru konpyūtā (パーソナル・コンピューター) – ang. personal computer → komputer osobisty
- remon (レモン) – ang. lemon → cytryna
- sutoroberī (ストロベリー) – ang. strawberry → truskawka
- tēburu (テーブル) – ang. table → stół
- terebi (テレビ) – ang. television → telewizor, telewizja[3]

Współczesny język japoński posiada wiele zapożyczeń. Słowniki podają około 30 tys. haseł tego typu